# Светски куп у биатлону 2013/14 — 5. коло
Пето коло Светског купа у биатлону 2013/14 одржано је од 8. до 12. јануара 2014. године у Руполдингу, (Немачка).

## Сатница такмичења
| Датум      | Време (UTC+3) | Дисциплина                  |
| ---------- | ------------- | --------------------------- |
| 8. јануар  | 14:30         | Женска штафета 4 х 6 км     |
| 9. јануар  | 14:30         | Мушка штафета 4 х 7,5 км    |
| 10. јануар | 14,15         | Појединачно 15 км, жене     |
| 11. јануар | 12:45         | Појединачно 20 км, мушкарци |
| 12. јануар | 11:15         | Потера 10 км, жене          |
| 12. јануар | 13:25         | Потера 12,50 км, мушкарци   |

## Освајачи медаља

### Мушкарци
| Дисциплина:              | Злато:                                                                         | Време                                         | Сребро:                                                                | Време                                                    | Бронза:                                                                     | Време                                                     |
| Штафета 4x7,5 км детаљи  | Аустрија · Кристоф Зуман · Данијел Мезотич · Симон Едер · Доминик Ландертингер | 1:15:40,9 (0+0) (0+2) (0+2) (0+2) (0+1) (0+0) | Немачка · Кристоф Штефан · Андреас Бирнбахер · Ерик Лесер · Симон Шемп | 1:15:41, (0+0) (0+3) (0+1) (0+0) (0+0) (0+3) (0+1) (0+1) | Русија · Алексеј Волков · Евгениј Устјугов · Дмитри Малишко · Антон Шипулин | 1:15:55,8 (0+0) (0+1) (0+1) (0+0) (0+2) (0+1) (0+2) (0+0) |
| Појединачно 20 км детаљи | Емил Хелге Свендсен · Норвешка                                                 | 48:58,5 (1+0+0+0)                             | Алексеј Волков · Русија                                                | 49:13,1 (0+0+0+0)                                        | Евгениј Устјугов · Русија                                                   | 49:15,0 (0+1+0+0)                                         |
| Потера 12,5 км детаљи    | Емил Хелге Свендсен · Норвешка                                                 | 32:38,2 (0+0+0+0)                             | Јаков Фак · Словенија                                                  | 32:56,2 (0+0+0+0)                                        | Евгениј Граничев · Русија                                                   | 32:59,6 (1+0+0+0)                                         |

### Жене
| Дисциплина:              | Злато:                                                                                   | Време                                         | Сребро:                                                                     | Време                                                     | Бронза:                                                                    | Време                                                     |
| Штафета 4x6 км детаљи    | Немачка · Франциска Пројс · Еви Захенбахер-Штеле · Лаура Далмајер · Франциска Хилдебранд | 1:09:48.4 (1+3) (0+1) (0+0) (0+1) (0+0) (0+0) | Норвешка · Тирил Екхо · Ан Кристин Флатланд · Синеве Солемдал · Тора Бергер | 1:09:58.9 (0+2) (2+3) (0+0) (0+1) (0+0) (0+0) (0+1) (0+1) | Украјина · Јулија Џима · Вита Семеренко · Наталија Бурдига · Ваљ Семеренко | 1:10:19.9 (0+1) (0+0) (0+0) (0+1) (0+1) (0+2) (0+0) (0+0) |
| Појединачно 15 км детаљи | Габријела Соукалова · Чешка                                                              | 40:32.6 (0+1+0+0)                             | Дарја Дормачева · Белорусија                                                | 41:06.9 (0+0+0+2)                                         | Вероника Виткова · Чешка                                                   | 41:11.2 (0+0+0+0)                                         |
| Потера 10 км детаљи      | Габријела Соукалова · Чешка                                                              | 30:39.8 (0+0+0+0)                             | Тора Бергер · Норвешка                                                      | 30:49.5 (1+0+0+0)                                         | Кајса Мекерејнен · Финска                                                  | 31:18.7 (2+0+0+1)                                         |

## Биланс медаља
| Земља      |   |   |   |    |
| ---------- | - | - | - | -- |
| Норвешка   | 2 | 2 | 0 | 4  |
| Чешка      | 2 | 0 | 1 | 3  |
| Немачка    | 1 | 1 | 0 | 2  |
| Аустралија | 1 | 0 | 0 | 1  |
| Русија     | 0 | 1 | 3 | 4  |
| Белорусија | 0 | 1 | 0 | 1  |
| Словенија  | 0 | 1 | 0 | 1  |
| Украјина   | 0 | 0 | 1 | 1  |
| Финска     | 0 | 0 | 1 | 1  |
| Укупно (9) | 6 | 6 | 6 | 18 |

## Успеси
Навећи успеси свих времена
| - Тобијас Арвидсон, Швеска, 17. место појединачно - Антун Пантов, Казахстан, 31. место појединачно - Калев Ермитс, Естонија, 41. место појединачно | - Франциска Хилдебранд, Немачка, 4. место појединачно - Франциска Пројс, Немачка, 4. место потера - Лауре Соули, Андора, 9. место појединачно - Фујуко Сузуки Јапан, 13. место појединачно - Лиза Хаузер. Аустрија, 24. место појединачно - Оса Лиф, Шведска, 36. место појединачно - Наталија Прекопова, Словачка, 43. место појединачно - Аита Гаспарин, Швајцарска, 46. место појединачно - Анука Силтакорпи, Финска, 75. место појединачно |

| Прва трка у светском купу |